# Hypercoryphodon thomsoni
L'ipercorifodonte (Hypercoryphodon thomsoni) è un mammifero erbivoro estinto, appartenente ai pantodonti. Visse nell'Eocene superiore (circa 37 - 34 milioni di anni fa) e i suoi resti fossili sono stati ritrovati in Asia.

## Descrizione
Questo animale è conosciuto principalmente per un gigantesco cranio, lungo circa 80 centimetri. L'animale intero doveva superare i 3 metri di lunghezza. Dal confronto con il cranio di animali simili ma noti per scheletri completi, come Coryphodon, si suppone che anche Hypercoryphodon fosse un animale dalla stazza notevole, dal corpo pesante e dai forti arti robusti. Il cranio, benché simile a quello di Coryphodon, era più snello e slanciato, con una scatola cranica più allungata (dolicocefalo), cosa insolita tra gli animali simili. I molari e i premolari erano marcatamente bilofodonti (dotati di creste), mentre i canini erano leggermente più piccoli di quelli di Coryphodon ed erano presenti tre coppie di incisivi superiori, piuttosto grandi. L'apice del muso era allargato in una forma di spatola, per restringersi nettamente all'altezza del primo paio di incisivi.

## Classificazione
Hypercoryphodon thomsoni venne descritto per la prima volta nel 1932, sulla base di un cranio fossile ritrovato nella zona di Houldjin Gravels in Mongolia Interna (Cina), in terreni inizialmente attribuiti all'Oligocene medio e solo in seguito ritenuti essere dell'Eocene superiore. Resti attribuiti a Hypercoryphodon sono stati in seguito ritrovati anche in Mongolia.
Hypercoryphodon fa parte dei corifodontidi, una famiglia di pantodonti di grosse dimensioni e dalla corporatura vagamente paragonabile a quella degli ippopotami. In particolare, sembra che Hypercoryphodon fosse un membro avanzato del gruppo, con una dentatura bilofodonte più specializzata rispetto a quella di Coryphodon e anche di Eudinoceras.

## Paleobiologia
Hypercoryphodon doveva essere un animale piuttosto lento, che viveva nei pressi dei fiumi e dei laghi e si nutriva di piante relativamente tenere.